# Mauricio de Saboya
Mauricio de Saboya (Maurizio di Savoia; Turín, 13 de diciembre de 1762 - Sácer, 1 de septiembre de 1799) fue un príncipe saboyano.

## Biografía

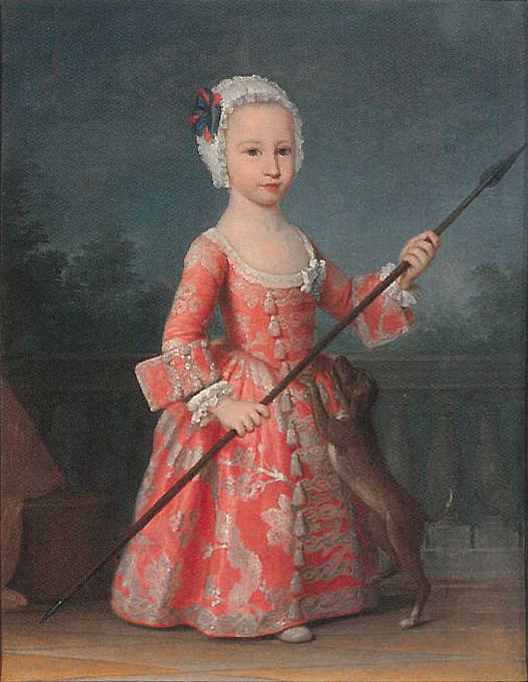
El príncipe Mauricio en su infancia, retrato de Giuseppe Duprà.

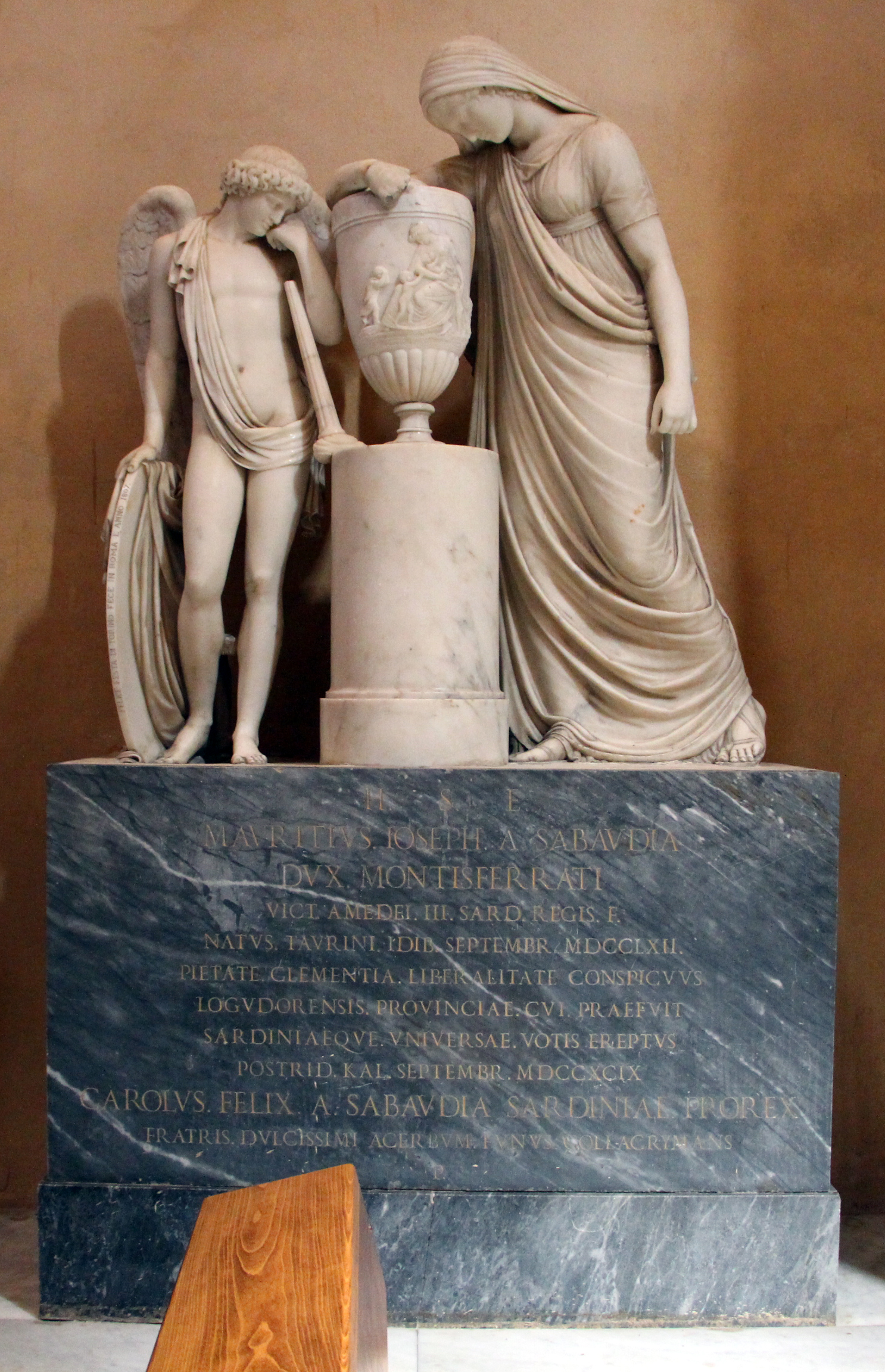
Su tumba en la Catedral de Alguer.

El príncipe Mauricio nació el 13 de diciembre de 1762 en el Palacio Real de Turín, durante el reinado de su abuelo Carlos Manuel III. Fue el noveno y cuarto hijo varón de Víctor Amadeo, duque de Saboya (futuro Víctor Amadeo III) y de su consorte, la infanta española María Antonia de Borbón. Al nacer se le fue dado el título de duque de Montferrato y se llevaron a cabo celebraciones en la ciudad de Casale Monferrato en su honor. Por lado materno, era nieto del primer rey Borbón en España, Felipe V de España, y su esposa Isabel de Farnesio. Por lado paterno, era nieto del rey Carlos Manuel III de Cerdeña y la landgravina Polixena de Hesse-Rotenburg.
Hermano de los reyes Carlos Manuel IV, Víctor Manuel I y Carlos Félix de Cerdeña; algunas de sus hermanas incluyen a María Josefina y María Teresa, quienes serían las futuras nueras-nietas del rey Luis XV de Francia a través de sus matrimonios con Luis XVIII y Carlos X, respectivamente. Otra de sus hermanas, María Carolina, se casaría con el rey Antonio I de Sajonia. Muy unido a sus hermanos, huyó con etos cuando la revolución amenazó el reino de Cerdeña.
A diferencia de su hermano mayor Carlos Manuel, el cual era muy religioso, Mauricio amaba la vida en la corte y era parte de un grupo formado alrededor de otro hermano mayor, Víctor Manuel. 
Con el fin de escapar de la amenaza de Napoleón Bonaparte, huyó a Cerdeña con sus hermanos Víctor Manuel, Carlos Félix y José, donde vivieron un tiempo en el Palacio de Carcasona. Su hermano Carlos posteriormente huyó a Roma, mientras que Mauricio y Víctor permanecieron en Cerdeña. En junio de 1799, Carlos lo nombró gobernador de la provincia de Sácer.
Mauricio contrajo malaria y falleció el 1 de septiembre de 1799 a la edad de 36 años, soltero y sin hijos. Según los médicos, el príncipe se infectó unos días antes de su muerte, cuando en el camino a Sácer pasó por el territorio de Nurra, el cual tenía una epidemia de dicha enfermedad. Fue enterrado en la Catedral de Alguer. Su hermano menor José le sucedió como gobernador de Sácer, pero también fallecería de malaria en 1802.

## Títulos y tratamientos
| ● 13 de diciembre de 1762-1 de septiembre de 1799: | Su alteza real el duque de Montferrato |